# 汐留站 (日本國鐵)

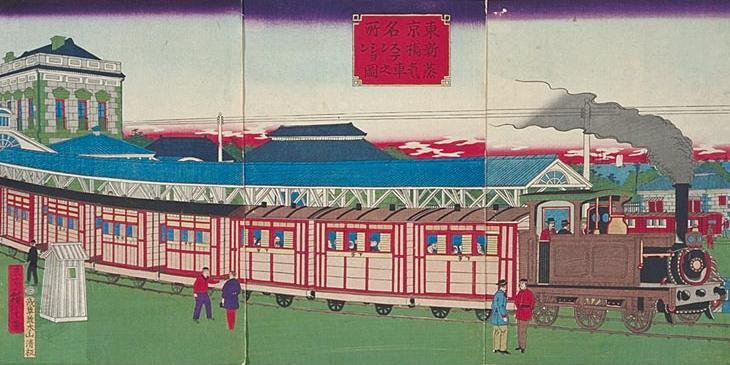
明治時期的新橋站

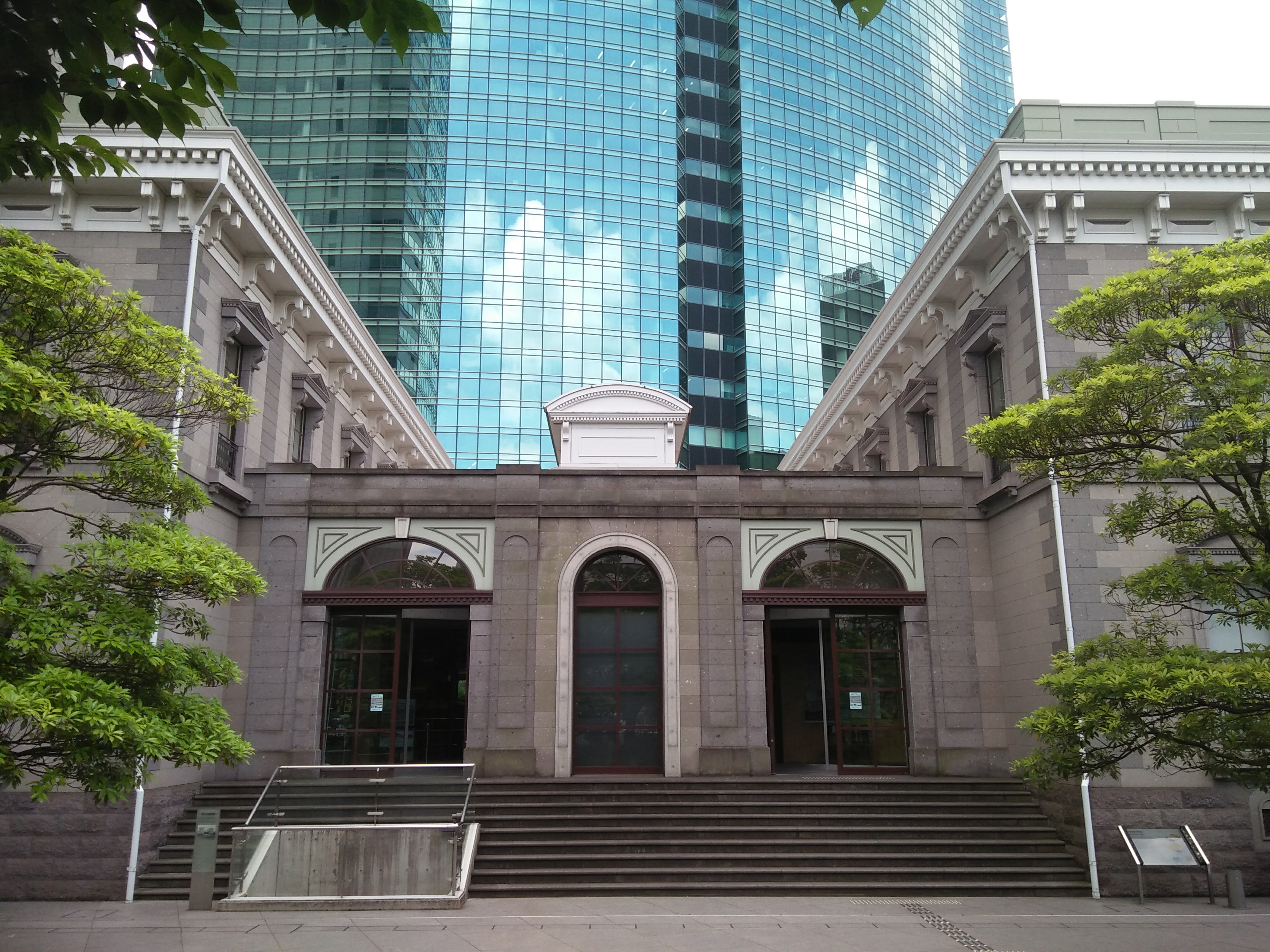
重建後的舊新橋停車場

汐留站（日语：／ Shiodome eki */?）是位於日本東京都港區東新橋1丁目的一座日本國有鐵道（國鐵）車站，屬東海道本線的貨物支線。汐留站的前身是日本第一條鐵路路線——新橋至橫濱路線的起點，時名「新橋站」，是一座石造二層建築。1914年，隨著東京站的開業，東海道本線的起點從本站轉移至東京站，鄰近該站的烏森站更名為新橋站，原新橋站則改名為汐留站。1986年，汐留站被廢除，原有站區成為汐留sio-site再開發區，成為一大摩天樓聚集區。原新橋站時代的建物（舊新橋停車場），隨著汐留再開發計畫進行而重建，於2003年落成。

## 外部連結
- 旧新橋停車場 鉄道歴史展示室 （页面存档备份，存于）

1. ↑  土木学会日本土木史編集委員会 『日本土木史:昭和16年-昭和40年』 土木学会、1973年4月。